# Robert Lazarsfeld
Robert Kendall Lazarsfeld (né le 15 avril 1953) est un mathématicien américain qui travaille en géométrie algébrique. 

## Biographie
Lazarsfeld est le fils des sociologues Paul Lazarsfeld et Patricia Kendall. Il étudie à l'université Harvard (licence en 1975) et obtient son doctorat à l'université Brown en 1980 sous la direction de William Fulton (Branched coverings of projective space). De 1980 à 1983, il est Benjamin Peirce Instructor à l'université Harvard et en 1981-1982 à l'Institute for Advanced Study. À partir de 1983, il est professeur assistant, puis en 1984 professeur associé et à partir de 1987 professeur à l'Université de Californie à Los Angeles. De 1997 à 2013, il est professeur à l'Université du Michigan, depuis 2007 en tant que Raymond L. Wilder Collegiate Professor. Depuis 2013, il est professeur à l'Université Stony Brook.
Ses recherches portent sur la géométrie algébrique. Christopher Hacon est l'un de ses élèves.

## Distinctions et activités
Lazarsfeld est membre de l'Académie américaine des arts et des sciences. En 1990 il est conférencier invité au Congrès international des mathématiciens de Kyōto (Linear series on algebraic varieties). De 1984 à 1987 il est Sloan Research Fellow, et de 1985 à 1990 Presidential Young Investigator. En 1998-99 il est Guggenheim Fellow et en 2005 Colloquium Lecturer de l'AMS (How polynomials vanish: Singularities, integrals, and ideals), dont il est membre. 
De 2002 à 2009, Lazarsfeld est rédacteur du Journal of the American Mathematical Society et rédacteur en chef de 2007 à 2009. En 2012-2013, il est rédacteur en chef du Michigan Mathematical Journal.
En 2006, Lazarsfeld est élu membre de l'Académie américaine des arts et des sciences. En 2012, il devient membre de l'American Mathematical Society. En 2015, il est lauréat du prix Leroy P. Steele pour l'exposition mathématique pour son livre Positivity in Algebraic Geometry.

## Publications (sélection)
- Robert Lazarsfeld, Positivity in algebraic geometry, Vol. I, Berlin, Springer, 2004 (ISBN 3-540-22533-1, présentation en ligne);
- Robert. Lazarsfeld, Positivity in algebraic geometry, Vol. II, 2004 (ISBN 3-540-22534-X, présentation en ligne)[10]
- Robert Lazarsfeld et Antonius Van de Ven, Topics in the geometry of projective space: Recent work of F. L.  Zak, Birkhäuser, coll. « DMV Seminar » (no 4), 2012 (1re éd. 1984) (ISBN 9783034893480, zbMATH 0564.14007, présentation en ligne).